# Parascientific Escape
Parascientifc Escape (超科学脱出 Chō Kagaku Dasshutsu?, lit. "Super Historia de Escapada de la ciencia"") es una serie de juegos de aventura de noveles visuales desarrollada por Flyhigh Trabajos, y lanzados para el Nintendo 3DS a través de Nintendo eShop. Esté publicado por Intense en Japón con el nombre de Chō Kagaku Dasshutsu, y luego por CIRCLE Entertainment en América del Norte y Europa, bajo el nombre de Parascientific Escape. La trilogía sigue la narrativa de interconexión de Hitomi Akeneno y Kyosuke Ayana, quienes tienen capacidades psíquicas.

## Títulos
- Parascientific Escape: Cruise in the Distant Seas es el primer juego de la serie, desarrollado por Flyhigh Works. Fue lanzado para la Nintendo 3DS el 9 de julio de 2014, en Japón,[1] y el 3 de marzo de 2016, en América del Norte[3] y Europa.[4][5]
- Parascientific Escape - Gear Detective es la segunda entrada en la serie. Fue lanzado en la Nintendo 3DS el 2 de diciembre de 2015, en Japón, el 9 de febrero de 2017 en América del Norte[6] y el 2 de marzo de 2017, en Europa.[7]
- Parascientific Escape - Crossing at the Farthest Horizon es el tercer juego de la serie. Fue lanzado para la Nintendo 3DS el 22 de febrero de 2017, en Japón,[8] el 27 de julio de 2017, en América del Norte,[9] y el 31 de agosto de 2017, en Europa.

## Jugabilidad
Los juegos son juegos de aventura de novelas visuales, en los que el jugador controla a un psíquico. En los tres juegos, los jugadores progresan a través de conversaciones con los personajes, así como también utilizan un menú para navegar por los entornos para recopilar información y avanzar en la historia. Cuando el personaje necesita escapar de una sala cerrada, el juego cambia a las secciones de la sala. Mientras que el primer juego no define estos segmentos, la secuela los define en dos segmentos distintos para las conversaciones con los personajes, y escapa de la sala de juego, llamada "Aventura" y "Investigación", respectivamente. El tercer juego define aún más los segmentos, al hacer que los momentos en los que el jugador navega por los entornos para progresar en la historia sea su propia sección llamada "mapa", en la que los segmentos de la sala de escape se llaman "búsqueda".
Juego de aventura
Durante las secciones de "aventura", el jugador participa en conversaciones con otros personajes. En el primer juego, esto tomó la forma de progresión lineal de la historia, y se le solicitó al jugador varios temas para discutir. Sin embargo, las secuelas reemplazan esto con que se le solicite al jugador que elija una respuesta en alguna ocasión. Las secciones del "Mapa" involucran al jugador que visita las ubicaciones mediante el uso de varios comandos de menú para moverse entre ubicaciones e interactuar con las personas y las cosas en el entorno actual a través de determinadas indicaciones. El propósito de estas secciones es encontrar las acciones correctas para avanzar hacia una conclusión lineal. 
Buscar jugabilidad
Durante las secciones de "búsqueda", el jugador tiene la tarea de encontrar una manera de superar un bloqueo de algún tipo, normalmente para escapar de una ubicación. Para hacer esto, interactúan con el entorno directamente tocando varias cosas. Interactuar con los objetos solicita una lista de comandos disponibles, como "buscar", para examinar el objeto en cuestión, o "presionar", para presionar un interruptor. El jugador puede recoger objetos, lo que los pone en el inventario en el menú. Al seleccionar el elemento y luego interactuar con algo sobre lo que se puede usar, aparece un nuevo aviso para que aparezca el elemento en cuestión. El primer juego incluye la opción de "sugerencia" que permite al jugador obtener una sugerencia de los personajes para uno de los rompecabezas. Las secuelas reemplazaron esto con la opción de hacer que el protagonista "piense", donde sirve al mismo propósito. 
Para resolver los diversos rompecabezas durante el juego de búsqueda, el jugador debe usar las habilidades psíquicas del protagonista. En Crucero en el mar distante, la clarividencia y la telequinesia de Hitomi Akeneno toman la forma de secciones donde el jugador debe usar la clarividencia para mirar detrás de un área limitada de una superficie. Luego usan la telequinesia para manipular el área detrás de la superficie para abrir una cerradura o llevar algo a un lugar accesible. Esto toma la forma de un rompecabezas en el que deben navegar los objetos a través de laberinto a lugares particulares, o simplemente manipular el entorno de la manera correcta. Tienen una cantidad limitada de "puntos de telekinesis" y "puntos de clarividencia" para hacer esto. En Gear Detective and Crossing en el horizonte más lejano, el jugador tiene acceso a la cronokenisis de Kyosuke Ayana en la mayoría de los casos durante las secciones de búsqueda. Usando esto, pueden ver e interactuar con el pasado del entorno actual hasta 5 días atrás, seleccionando la cantidad de días atrás y la hora (por ejemplo, "3 días atrás - 14:30"). Usando una línea de tiempo del pasado, pueden manipular el entorno del pasado para alterar eventos pasados o el entorno pasado. Esto provoca cambios en el presente y avanza los puzles.
Finales y modos de bonificación.
Con la excepción de Cruise in the Distant Seas, los juegos tienen múltiples finales, así como un nuevo modo de juego plus . El final que logra el jugador está determinado por las estrellas ganadas al final de cada capítulo: una estrella dorada, una estrella rosada o ninguna estrella. La mayoría, o la falta de una mayoría, determina el final, ya sea bueno para el oro, malo para ninguna o ninguna mayoría, o especial para el rosa. El nuevo modo de juego más desbloquea más opciones de respuestas en un segundo juego, lo que permite más oportunidades para las estrellas doradas y rosadas, que se requieren tanto en el segundo como en el tercer juego para obtener el final especial. Durante el nuevo juego, el jugador también puede regresar a cualquier capítulo en cualquier momento y tiene la opción de omitir las secciones individuales de "aventura", "mapa" y "búsqueda".

## Trama y opciones

### Opciones y personajes
La serie tiene lugar en un mundo alternativo donde se sabe que existen habilidades paranormales en personas nacidas como psíquicos, y se estudian regularmente en el campo de la parasciencia . El primer juego sigue a la protagonista, Hitomi Akeneno, una estudiante de secundaria que oculta su estatus de "la primera psíquica doble del mundo" que puede usar tanto la clarividencia como la telequinesia. El protagonista del segundo juego es el detective privado Kyosuke Ayana, quien, a pesar de no haber nacido con poderes psíquicos, puede usar la cronokenisis artificialmente a través de su prótesis de brazo y ojo . El tercer juego presenta a Hitomi y Kyosuke como protagonistas, siendo Kyosuke el único personaje jugable durante los segmentos de búsqueda. 
Hitomi es acompañada en el primer juego por su amiga, Chisono Shio, quien es una psíquica de la telepatía . Otros personajes incluyen a Merja Amabishi, la hija del CEO de Amabishi y Misaki Himekiri, una cantante famosa. Kyosuke recibe ayuda en el segundo juego de Mari Sasamine, su asistente que quiere que sea su esposo, junto con Yukiya Ousaka, la amiga íntima de Kyosuke y una secretaria de IXG. En el tercer juego, los personajes clave que regresan son: Ritsu Kamiji, el "físico más fuerte" que también es la hermana de Hitomi, y Tsukiko Nagise, el culpable del asesinato en serie en Camellia Hills, quien está en libertad condicional a través de un acuerdo especial.

### Elementos de la historia
Un elemento importante de la trama de la serie es la felicitación de Amabishi y sus relaciones de cooperación con ZENA, una organización de investigación psíquica que recibe su financiamiento de Amabishi, y IXG, que es el principal rival de Amabishi en la fabricación de armas. El ficticio país de Witsarock de la antigua Unión Soviética y sus relaciones acaloradas con su región de Armagrad también juegan un papel importante. Armagrad recientemente obtuvo su independencia de Witsarock luego de una guerra civil, aunque aún están tratando de ser reconocidos como un estado oficial soberano . Otro tema general es la relación entre los psíquicos y los seres humanos comunes, el primero de los cuales es una vasta minoría, por lo que regularmente se enfrentan a los prejuicios, así como al riesgo de tener que experimentar. 
Las historias también involucran narraciones paralelas románticas, particularmente siguiendo la creciente relación romántica entre Kyosuke y Mari, y su promesa de casarse, junto con los sentimientos de Tsukiko hacia Kyosuke y la amistad con Mari. El resultado de la relación depende del final obtenido por el jugador en Gear Detective, aunque los sentimientos de Kyosuke y Mari son canónicamente recíprocos en un compromiso en el tercer juego. Otra subparcela romántica involucra a Yukiya y Ritsu, quienes tienen un interés romántico mutuo, pero nunca parecen actuar cuando tienen la oportunidad. 

## Recepción
Cruise in the Distant Seas recibió críticas mixtas tras su lanzamiento. Ryan Craddock de Nintendo Life le dio al juego un 8 de cada 10, afirmando que el juego tenía una "historia agradable", además de elogiar los elementos visuales y el sistema de juego "cada uno agradable". Sin embargo, sintió que las largas secciones de diálogo podían sentirse "bastante agotadoras", especialmente dada la falta de una opción para salvar el juego durante estas secciones.
El Detective Gear fue generalmente bien recibido y considerado un mejor seguimiento de su predecesor. FNintendo elogió su historia bien escrita, así como sus interesantes rompecabezas, al tiempo que criticaba el bajo valor de producción de sus audiovisuales . También criticaron el "final del harem" del juego, sintiendo que el juego estaba haciendo "excusas ridículas y fuera de lo normal" para forzar su dirección, y que destruyó completamente el punto y la profundidad emocional de la relación de Kyosuke y Mari. y la amistad de Mari y Tsukiko. Sin embargo, declararon que la jugabilidad y la historia en general eran lo suficientemente sólidas como para que mereciera atención, especialmente por su bajo precio, lo que le dio 7 de 10. Jason Nason, de Darkain Arts Gamers, declaró que los personajes estaban bien formados, y también elogió el guion del juego, y afirmó que si bien hubo algunos "contratiempos en la traducción", fue limitado y los traductores hicieron un "trabajo sólido". También fue positivo con la música, que dijo que era "agradable de escuchar", y en general consideró que el juego era una opción sólida por su bajo precio.